# Прісяка (Прахова)
Прісяка (рум. Priseaca) — село у повіті Прахова в Румунії. Входить до складу комуни Горнет-Кріков.
Село розташоване на відстані 75 км на північ від Бухареста, 24 км на північний схід від Плоєшті, 144 км на захід від Галаца, 78 км на південний схід від Брашова.

## Населення
За даними перепису населення 2002 року у селі проживали 369 осіб, з них 368 осіб (99,7%) румунів. Рідною мовою 368 осіб (99,7%) назвали румунську.